# Ornithoptera
Ornithoptera là một chi bướm trong họ Papilionidae.

## Các loài
- Ornithoptera aesacus
- Ornithoptera alexandrae
- Ornithoptera croesus
- Ornithoptera chimaera
- Ornithoptera euphorion
- Ornithoptera richmondia
- Ornithoptera goliath
- Ornithoptera meridionalis
- Ornithoptera paradisea
- Ornithoptera priamus
- Ornithoptera rothschildi
- Ornithoptera tithonus
- Ornithoptera victoriae